# Гаттенберг (Айова)
Гаттенберг (англ. Guttenberg) — місто (англ. city) в США, в окрузі Клейтон штату Айова. Населення — 1817 осіб (2020).

## Географія
Гаттенберг розташований за координатами 42°47′18″ пн. ш. 91°6′31″ зх. д. / 42.78833° пн. ш. 91.10861° зх. д. (42.788458, -91.108664).  За даними Бюро перепису населення США в 2010 році місто мало площу 5,49 км², з яких 5,42 км² — суходіл та 0,07 км² — водойми.

### Клімат
| Клімат : Гаттенберг          | Клімат : Гаттенберг | Клімат : Гаттенберг | Клімат : Гаттенберг | Клімат : Гаттенберг | Клімат : Гаттенберг | Клімат : Гаттенберг | Клімат : Гаттенберг | Клімат : Гаттенберг | Клімат : Гаттенберг | Клімат : Гаттенберг | Клімат : Гаттенберг | Клімат : Гаттенберг | Клімат : Гаттенберг |
| Показник                     | Січ.                | Лют.                | Бер.                | Квіт.               | Трав.               | Черв.               | Лип.                | Серп.               | Вер.                | Жовт.               | Лист.               | Груд.               | Рік                 |
| Абсолютний максимум, °C      | 15,6                | 17,8                | 30,6                | 36,1                | 35,0                | 38,3                | 38,9                | 39,4                | 36,7                | 34,4                | 25,6                | 20,0                | 39,4                |
| Середній максимум, °C        | −2,8                | 0,6                 | 7,2                 | 15,0                | 22,2                | 27,2                | 29,4                | 28,3                | 23,9                | 16,7                | 7,2                 | −0,6                | 14,4                |
| Середній мінімум, °C         | −13,3               | −9,4                | −3,3                | 3,9                 | 10,0                | 15,6                | 17,8                | 16,7                | 11,7                | 5,6                 | −2,2                | −8,9                | 3,9                 |
| Абсолютний мінімум, °C       | −37,8               | −38,9               | −34,4               | −13,9               | −2,8                | 4,4                 | 7,8                 | 4,4                 | −2,8                | −10                 | −23,9               | −33,9               | −38,9               |
| Норма опадів, мм             | 28                  | 29                  | 51                  | 83                  | 97                  | 112                 | 105                 | 111                 | 76                  | 55                  | 57                  | 34                  | 836                 |
| ---------------------------- | ------------------- | ------------------- | ------------------- | ------------------- | ------------------- | ------------------- | ------------------- | ------------------- | ------------------- | ------------------- | ------------------- | ------------------- | ------------------- |
| Джерело: The Weather Channel |                     |                     |                     |                     |                     |                     |                     |                     |                     |                     |                     |                     |                     |

## Демографія
Згідно з переписом 2010 року, у місті мешкало 1919 осіб у 887 домогосподарствах у складі 516 родин. Густота населення становила 350 осіб/км².  Було 1085 помешкань (198/км²).
Расовий склад населення:
| - 98,3 % — білих - 0,5 % — азіатів - 0,2 % — чорних або афроамериканців - 0,1 % — вихідців з тихоокеанських островів |

До двох чи більше рас належало 0,5 %. Частка іспаномовних становила 1,3 % від усіх жителів.
За віковим діапазоном населення розподілялося таким чином: 17,2 % — особи молодші 18 років, 55,0 % — особи у віці 18—64 років, 27,8 % — особи у віці 65 років та старші. Медіана віку мешканця становила 51,3 року. На 100 осіб жіночої статі у місті припадало 88,9 чоловіків;  на 100 жінок у віці від 18 років та старших — 88,0 чоловіків також старших 18 років.
Середній дохід на одне домашнє господарство  становив 49 055 доларів США (медіана — 38 553), а середній дохід на одну сім'ю — 57 460 доларів (медіана — 45 341). Медіана доходів становила 38 977 доларів для чоловіків та 28 787 доларів для жінок. За межею бідності перебувало 11,5 % осіб, у тому числі 19,2 % дітей у віці до 18 років та 7,1 % осіб у віці 65 років та старших.
Цивільне працевлаштоване населення становило 852 особи. Основні галузі зайнятості: освіта, охорона здоров'я та соціальна допомога — 33,1 %, виробництво — 15,3 %, роздрібна торгівля — 12,7 %.